# Valerij Lichodej
Valerij Vital'evič Lichodej (in russo Валерий Витальевич Лиходей?; Rostov sul Don, 23 ottobre 1986) è un cestista russo.

## Carriera
Con la Russia universitaria ha disputato le Universiadi di Belgrado 2009.

## Palmarès
- Campionato russo: 1

CSKA Mosca: 2003-04
- Campionato polacco: 1

Włocławek: 2018-19
- FIBA EuroCup Challenge: 1

VVS Samara: 2006-07
- Eurocup: 1

Lokomotiv Kuban: 2012-13